# Orasiopa ememii
Orasiopa ememii är en tvåvingeart som beskrevs av Tadeusz Zatwarnicki 2002. Orasiopa ememii ingår i släktet Orasiopa och familjen vattenflugor. Inga underarter finns listade i Catalogue of Life.